# Hiroaki Sató
Hiroaki Sató (5. únor 1932 – 1. leden 1988) je bývalý japonský fotbalista.

## Reprezentace
Hiroaki Sató odehrál 15 reprezentačních utkání. S japonskou reprezentací se zúčastnil letních olympijských her 1956.

## Statistiky
| Japonsko | Japonsko | Japonsko |
| Roky     | Záp.     | Góly     |
| -------- | -------- | -------- |
| 1955     | 5        | 0        |
| 1956     | 3        | 0        |
| 1957     | 0        | 0        |
| 1958     | 4        | 0        |
| 1959     | 3        | 0        |
| Celkem   | 15       | 0        |